# 森嶋優花
森嶋優花（日语：／ Morishima Yūka，1997年3月16日—），日本女性配音員。出身於京都府。81 Produce、avex pictures所屬。A型血。

## 人物簡介
2017年初從Wake Up, Girls！AUDITION第3回動畫主唱試鏡徵選中獲選之後。與林鼓子、厚木那奈美共3人組成聲優組合Run Girls, Run！。同年10月首播的電視動畫《Wake Up, Girls！新章》首次出演。
興趣是攝影。特長是模仿子犬鳴叫。

## 演出
粗體字表示主要角色。

### 電視動畫
2017年
- Wake Up, Girls！新章（守島音芽[7]）

2018年
- 閃躍吧！星夢☆頻道（女孩子、女高中生、觀眾、紫藤玫兒[8]）
- 異世界魔王與召喚少女的奴隸魔術（小美[9]、櫃檯人員〈紅〉）

2019年
- 飛翔吧！戰機少女（格里芬[10]）
- 輝夜姬想讓人告白～天才們的戀愛頭腦戰～（女學生B（駿河昴））
- 刺客守則（麥菈、女學生、黛西）

2020年
- 貓娘樂園（可可[11]）
- 格萊普尼爾（女學生）

2021年
- 異世界魔王與召喚少女的奴隸魔術Ω（小美）
- Love Live! Superstar!!
- 星光魔法（柚雞梢、コーデメイツ、工作人員①、觀眾）

2022年
- 星光魔法（學生）

2025年
- 結緣甘神神社（女學生）

### 網路動畫
2021年
- 天空侵犯（素增田惠利伽）

2022年
- 小太郎一個人生活（二葉透子[12]）

### 遊戲
2018年
- Wake Up, Girls！新星的天使（守島音芽[13]）
- 棕色塵埃（日语：ブラウンダスト）（九尾）
- 異世界魔王與召喚少女的奴隸魔術 X Reverie（小美[14]）
- 月煌－Luster－ （页面存档备份，存于）（艾蓮·艾莉莎）
- 星光頻道（紫藤梅露）

2019年
- 城姬Quest 極（日语：城姫クエスト）（土浦城[15][16]）
- 地球防衛（[17]、京都[18]）

2020年
- Merry Garland（日语：メリーガーランド）（佩皮[19]、凱特[20]、庫奇[21]）
- 社長，戰鬥的時間到了！（[22]）

2021年
- 碧藍航線（肇和[23]、應瑞[24]）

2022年
- Action對魔忍（久笠ひかげ[25]）
- 命運之子（船長エリシオン[26]））
- 怪物彈珠（巴倫&倫支〈巴倫〉）

2023年
- 魔法禁书目录 幻想收束（有村绘恋）

### 數位漫畫
- 片想！（2019年，媽媽[27]）

### 電視節目
- （2019年7月4日－9月20日，TOKYO MX）

### 廣播節目
※記號表示說明網路廣播。
- Wake Up, Girls！與Run Girls, Run！的All Night-NIPPONi（2017年－2018年，不定期主持人，All Night-NIPPONi（日语：オールナイトニッポンi））※[28]
- Run Girls, Radio！（2017年－2018年，HiBiKi Radio Station（日语：HiBiKi Radio Station））※[29]
- Run Girls, Radio!!（2018年－播出中，HiBiKi Radio Station）※[30]
- Run Girls, Run！的All-Night JAPANi（2019年，All-Night JAPANi，不定期主持人）※[31]
- 貓娘樂園電台（2020年－播出中，HiBiKi Radio Station）※[32]
- Share the Night（日语：Share the Night）（2020年－播出中，FM橫濱（日语：横浜エフエム放送））[33][34]

### 網路播出
- LIVEDAM COMPANY（2018年－2019年，FRESH LIVE（日语：FRESH LIVE）[35][36]）
- 星光樂園&星光頻道 特別節目（2019年，TSUTAYA TV[37]）
- Run Girls, Run！的3人4腳自由形（日语：Run Girls, Run!の3人4脚自由形）（2019年－，niconico頻道、YouTube）[38]

### 有聲書
2019年
- 七日的食神（拉提梅莉亞[39]）
- 對某飛行員的誓約（日语：とある飛空士への誓約）（塞席爾·豪爾[40]）

## 音樂作品
聲優組合Run Girls, Run！的歌曲請參照「Run Girls, Run！」。

### 角色歌曲
| 發行日期 | 標題                                               | 名義                                                                  | 曲名                   | 備註                                      |
| 2018年   | 2018年                                             | 2018年                                                                | 2018年                 | 2018年                                    |
| -------- | -------------------------------------------------- | --------------------------------------------------------------------- | ---------------------- | ----------------------------------------- |
| 12月5日  | 閃躍吧！星夢☆頻道♪歌曲精選 ～2nd Channel～         | Meltic StAr                                                           | 「COMETIC SILHOUETTE」 | 電視動畫《閃躍吧！星夢☆頻道》劇中插入歌   |
| 2019年   |                                                    |                                                                       |                        |                                           |
| 2月27日  | Colorful☆Wingg                                     | 格里芬（森優花）、伊格兒（大和田仁美）、法多姆（井澤詩織）            | 「Colorful☆Wing」      | 電視動畫《飛翔吧！戰機少女》片尾主題曲    |
| 2月27日  | Colorful☆Wingg                                     | 格里芬（森優花）、伊格兒（大和田仁美）、法多姆（井澤詩織）            | 「Daisy*impulse」      | 電視動畫《飛翔吧！戰機少女》相關歌曲      |
| 5月25日  | GAME Pri☆chan Music Collection vol.1               | Meltic StAr                                                           | 「」                   | 遊樂設施遊戲《閃躍吧！星夢☆頻道》收錄歌曲 |
| 9月11日  | 閃躍吧！星夢☆頻道♪音樂精選輯                       | Meltic StAr                                                           | 「DREAMIN' GIRL」      | 電視動畫《閃躍吧！星夢☆頻道》劇中插入歌   |
| 9月11日  | 閃躍吧！星夢☆頻道♪音樂精選輯                       | Miracle Star                                                          | 「」                   | 電視動畫《閃躍吧！星夢☆頻道》劇中插入歌   |
| 9月14日  | GAME Pri☆chan Music Collection vol.2               | Miracle Kiratts、Meltic StAr                                          | 「」 「U.S.A」         | 遊樂設施遊戲《閃躍吧！星夢☆頻道》收錄歌曲 |
| 9月14日  | GAME Pri☆chan Music Collection vol.2               | 桃山未來（林鼓子）、紫藤玫兒（森優花）                                | 「」                   | 遊樂設施遊戲《閃躍吧！星夢☆頻道》收錄歌曲 |
| 12月11日 | 閃躍吧！星夢☆頻道♪歌曲精選 ～5th Channel～（暫名） | 紫藤玫兒（森優花）                                                    | 「！！」               | 電視動畫《閃躍吧！星夢☆頻道》劇中插入歌   |
| 2020年   |                                                    |                                                                       |                        |                                           |
| 3月18日  | 貓娘樂園 原聲音樂專輯                              | 巧克力（八木侑紀）、香草（佐伯伊織）、可可（森優花）                  | 「陽香」               | 電視動畫《貓娘樂園》片尾主題曲            |
| 6月24日  | 閃躍吧！星夢☆頻道♪音樂精選輯 Season.2              | Miracle Star、Ring Mary、白鳥杏樹（三森鈴子）、虹之咲黛雅（佐佐木李子） | 「鑽石微笑」           | 電視動畫《閃躍吧！星夢☆頻道》劇中插入歌   |
| 6月24日  | 閃躍吧！星夢☆頻道♪音樂精選輯 Season.2              | 桃山未來（林鼓子）、青葉凜花（厚木那奈美）、紫藤玫兒（森優花）        | 「Brand New Girls」    | 電視動畫《閃躍吧！星夢☆頻道》片尾主題曲   |

### 影像作品

#### 參加影像作品
- &☆AUTUMN LIVE TOUR ！（2019年）[45]
- 2018（2019年）[46]
- ！（2019年）卡拉OK『LIVE DAM Ai』的「動畫歌曲主唱」，網路發佈，森嶋優花出演的音樂PV影片。三森鈴子原唱歌曲。

## LIVE、活動
聲優組合Run Girls, Run！的出演請參照「Run Girls, Run！#演唱會、活動」。

### 合同LIVE
| 出演日              | 活動名稱                            | 會場                                                |
| ------------------- | ----------------------------------- | --------------------------------------------------- |
| 2018年9月9日、29日  | &AUTUMN LIVE TOUR ！                | 2會場 - 難波Hatch - 中野太陽廣場（東京都）          |
| 2018年12月9日       | 2018                                | 幕張展覽館展示大廳（千葉縣）                        |
| 2019年9月15日、22日 | &AUTUMN LIVE TOUR 2019 ～！時間！～ | 2會場 - 舞濱圓形劇場（千葉縣） - ORIX劇場（大阪府） |
| 2019年12月15日      | Winter Live 2019                    | 幕張展覽館活動大廳（千葉縣）                        |

## 腳註

## 外部連結
- 81 Produce公式官網的聲優簡介 （日語）
- Run Girls, Run！官方部落格 （页面存档备份，存于）（森嶋優花負責週三） （日語）